# Gustaf Forsberg
Johan Gustaf Forsberg i riksdagen kallad Forsberg i Stolpetorp, född 16 juli 1844 i Karlskoga socken, död där 7 januari 1925, var en svensk bergsman, lantbrukare och politiker (liberal). 
Gustaf Forsberg, som var son till en snickare, var bergsman och lantbrukare i Stolpetorp i Karlskoga landskommun, där han också var kommunalt verksam. Han var riksdagsledamot i andra kammaren 1903–1914, fram till 1911 för Nora domsagas valkrets och från 1912 för Örebro läns södra valkrets. När den liberala partiorganisationen Frisinnade landsföreningen bildades 1902 valdes han in i dess förtroenderåd, och vid invalet i riksdagen året därpå anslöt han sig till dess riksdagsgrupp Liberala samlingspartiet. Han var bland annat suppleant i lagutskottet 1906–1913 och engagerade sig bland annat för ändrade röstregler vid val till landsting.